# Arthur Archer
Arthur Archer (1874–1940) là một cầu thủ bóng đá người Anh thi đấu ở vị trí hậu vệ. Sinh ra ở Derby, Archer có 170 lần ra sân ở mọi đấu trường cho Small Heath trong 5 năm sự nghiệp, gồm hơn 150 trận ở Football League, cũng như nhiều câu lạc bộ khác. Khi kết thúc thi đấu, ông làm công tác huấn luyện ở Đức, Ý và Bỉ, cũng có một thời gian ngắn ở Anh với Watford.

## Danh hiệu
Small Heath
- Second Division runners up: 1900–01[1]